# Molalla (település)
Molalla (kiejtése: məˈlɑːlə) az Amerikai Egyesült Államok északnyugati részén, Oregon állam Clackamas megyéjében helyezkedik el. A 2010. évi népszámláláskor 8108 lakosa volt. A város területe 5,85 km², melyből 0,13 km² vízi.

## Történet
A város nevét a területen élő molala indiánokról elnevezett Molalla folyóról kapta. William H. Vaughan 1844-ben jutott telekhez. A postahivatal 1850-ben jött létre Liberal településtől nem messze, majd a következő évben meg is szűnt. Az intézményt 1868-ban újraindították, majd 1874-ig üzemelt, ezután két év szünet következett, majd 1876-ban megnyílt az új hivatal, melynek épülete valószínűleg megegyezik a ma is használatossal.
Az 1990-es évek vége óta a népesség növekedésnek indult, egyben bővítések kezdődtek, 2000 óta pedig számos lánc létesített itt helyi boltot. A megnövekedett forgalom miatt a 211-es és 213-as utak kereszteződésében 2005-ben üzembe állították a helység első közlekedési lámpáját.

## Éghajlat
A város éghajlata a Köppen-skála szerint meleg nyári mediterrán (Csb-vel jelölve). A legcsapadékosabb a november–december, a legszárazabb pedig a július–szeptember közötti időszak. A legmelegebb hónap augusztus, a leghidegebb pedig december.
| Hónap                         | Jan.  | Feb.  | Már. | Ápr. | Máj. | Jún. | Júl. | Aug. | Szep. | Okt. | Nov.  | Dec.  | Év    |
| ----------------------------- | ----- | ----- | ---- | ---- | ---- | ---- | ---- | ---- | ----- | ---- | ----- | ----- | ----- |
| Rekord max. hőmérséklet (°C)  | 18,3  | 22,2  | 25,6 | 30,6 | 38,3 | 40,0 | 40,0 | 40,6 | 40,6  | 35,0 | 22,2  | 19,4  | 40,6  |
| Átlagos max. hőmérséklet (°C) | 8,9   | 11,1  | 13,9 | 16,1 | 20,0 | 23,3 | 27,2 | 27,8 | 24,4  | 17,8 | 11,7  | 7,8   | 17,5  |
| Átlaghőmérséklet (°C)         | 5,6   | 6,7   | 8,9  | 10,9 | 14,2 | 17,2 | 20,0 | 20,3 | 17,5  | 12,3 | 8,1   | 4,5   | 12,2  |
| Átlagos min. hőmérséklet (°C) | 2,2   | 2,2   | 3,9  | 5,6  | 8,3  | 11,1 | 12,8 | 12,8 | 10,6  | 6,7  | 4,4   | 1,1   | 6,8   |
| Rekord min. hőmérséklet (°C)  | −13,3 | −13,3 | −6,7 | −7,2 | −1,7 | 1,1  | 5,0  | 2,8  | −1,1  | −3,9 | −10,0 | −26,1 | −26,1 |
| Átl. csapadékmennyiség (mm)   | 157   | 120   | 116  | 82   | 64   | 47   | 15   | 16   | 39    | 91   | 167   | 168   | 1082  |
| Forrás: The Weather Channel   |       |       |      |      |      |      |      |      |       |      |       |       |       |

## Népesség

### 2010
A 2010-es népszámláláskor a városnak 8108 lakója, 2857 háztartása és 2067 családja volt. A népsűrűség 1417,5 fő/km2. A lakóegységek száma 3017, sűrűségük 527,5 db/km2. A lakosok 86,9%-a fehér, 0,6%-a afroamerikai, 1%-a indián, 0,8%-a ázsiai, 0,3%-a a Csendes-óceáni szigetekről származik, 7,5%-a egyéb, 2,9%-a pedig kettő vagy több etnikumú. A spanyol vagy latino származásúak aránya 14,5% (12,9% mexikói, 0,1% Puerto Ricó-i,  1,4% egyéb spanyol vagy latino származású.)
A háztartások 44,8%-ában élt 18 évnél fiatalabb. 53,9% házas, 12,2% egyedülálló nő, 6,2% egyedülálló férfi, 27,7% pedig nem család. 22,5% egyedül élt; 9,5%-uk 65 éves vagy idősebb. Egy háztartásban átlagosan 2,82 személy élt; a családok átlagmérete 3,3 fő.
A medián életkor 31,4 év volt. A város lakóinak 30,7%-a 18 évesnél fiatalabb, 8,3% 18 és 24 év közötti, 31,4%-uk 25 és 44 év közötti, 19,6%-uk 45 és 64 év közötti, 9,8%-uk pedig 65 éves vagy idősebb. A lakosok 49,4%-a férfi, 50,6%-a pedig nő.

### 2000
A 2000-es népszámláláskor  a városnak 5647 lakója, 1948 háztartása és 1425 családja volt. A népsűrűség 987,2 fő/km2. A lakóegységek száma 2027, sűrűségük 354,4 db/km2. A lakosok 86,6%-a fehér, 0,44%-a afroamerikai, 1,29%-a indián, 0,5%-a ázsiai, 0,28%-a a Csendes-óceáni szigetekről származik, 6,69%-a egyéb-, 2,2%-a pedig kettő vagy több etnikumú. A spanyol vagy latino származásúak aránya 10,55% (9,1% mexikói, 0,1% Puerto Ricó-i,  1,3% pedig egyéb spanyol/latino származású.)
A háztartások 43,8%-ában élt 18 évnél fiatalabb. 56,7% házas, 11,6% egyedülálló nő; 26,8% pedig nem család. 21,6% egyedül élt; 9,2%-uk 65 éves vagy idősebb. Egy háztartásban átlagosan 2,84 személy élt; a családok átlagmérete 3,29 fő.
A város lakóinak 31,8%-a 18 évesnél fiatalabb, 9,7% 18 és 24 év közötti, 32,4%-uk 25 és 44 év közötti, 15,6%-uk 45 és 64 év közötti, 10,6%-uk pedig 65 éves vagy idősebb. A medián életkor 30 év volt. Minden 100 nőre 94,7 férfi jut; a 18 évnél idősebb nőknél ez az arány 91,3.
A háztartások medián bevétele 42 672 amerikai dollár, ez az érték családoknál $46 915. A férfiak medián keresete $37 172, míg a nőké $25 998. A város egy főre jutó bevétele (PCI) $16 738. A családok 7,3%-a, a teljes népesség 9,7%-a élt létminimum alatt; a 18 év alattiaknál ez a szám 10,2%, a 65 évnél idősebbeknél pedig 10,8%.

## Gazdaság

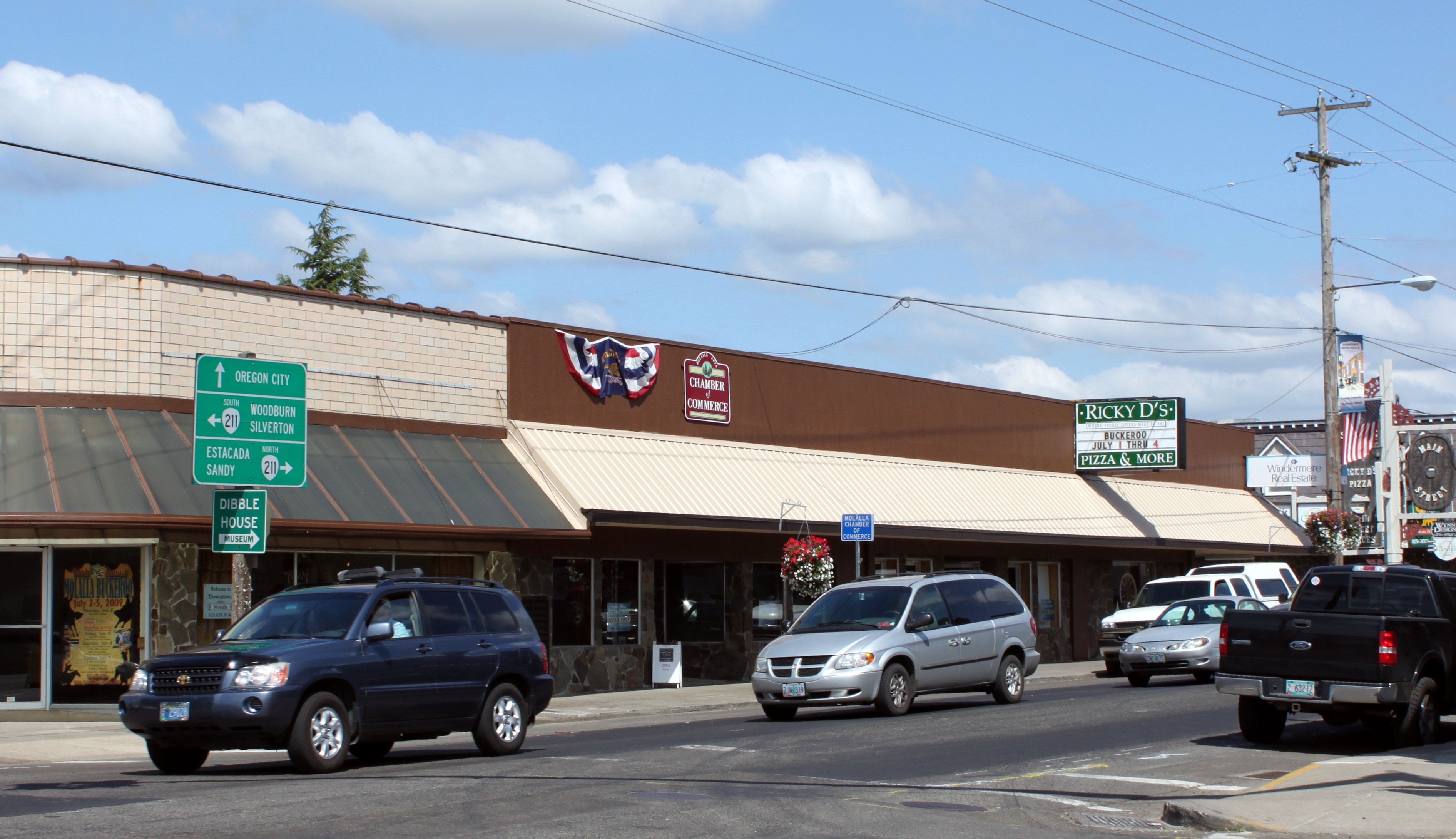
A főutca

A város alapvetően a mezőgazdaságból és a faiparból él, de utóbbi hanyatlásával egyre nagyobb hangsúlyt fektetnek a kereskedelemre. A legnagyobb foglalkoztatók a Molalla folyami iskolakerület, a Brentwood Industries műanyaggyártó és az RSG Forest Products fafeldolgozó. A település még nem foglalkozik a hulladékok újrahasznosításával. Az erdőben gazdag körzetben számos fafeldolgozással, útépítéssel, kőfejtéssel és szállítmányozással foglalkozó cég telepedett meg. Sok, eleve feldolgozásra szánt, gyorsan növő fát ültetnek. A hegylábnál bányásszák a régió útjainak alapanyagát. Manapság a mezőgazdaság inkább az állattartás irányába mozdul el; ezzel foglalkozó szervezetek például a Rosse Posse Acres, Inc. állatsimogatója, az Abbey farmi tejüzem, az Out In the Garden szabadtéri gyermekmegőrző és az Amerikai Vadvilági Alapítvány.

## Művészet és kultúra

### Évente megrendezett események
A város ad otthont az városi rang elnyerése (1913) óta megtartott Molalla Buckaroo rodeónak és az Apple Festivalnak. 14 éve, július végén rendezik a Pacific Coast Freestyle Championships modellrepülő-versenyt. A spanyol ajkúak tavasszal, nyár közepén és -végén, illetve ősszel számos rodeót vezényelnek le a LaFortuna rodeópályán, amely a hasonló etnikumúak ezreit csábítja a helységbe. Az iparkamara által a Függetlenség Napjára előkészített rendezvényen nem ritka az 50 000 körüli résztvevő. A felsoroltakon kívül Molallában több más (Second Friday, Halloween on Main Street, Christmas in the City, Spring Fling, Easter Egg Hunt in the Park, Fishing Derbies, Trail Rides, The Brew Fest és The North Valley High School Rodeo) esemény is megnézhető.

### Múzeumok és egyéb látnivalók
A 3 km-re keletre fekvő vasúti parkban egy mini gőzvasutat (Shady Dell Pacific Railroad) üzemeltetnek. A Rodeo History Honors the „Heroes” of Rodeo kiállítás keretében a belvárosban sétálva számos, a rodeó helyi történetét bemutató feliratot helyeztek el. A helyi történelmi társaság által vigyázott Horace L. Dibble és Fred Vonder Ahe lakóháza és nyárikonyhája, valamint két másik helyi épület (a helyi metodista templom és William Hatchette Vaughan háza) felkerült a Történelmi Helyek Nemzetközi Jegyzékébe.

## Infrastruktúra

### Oktatás
A város iskolái a Molalla folyami iskolakerület alá tartoznak, amelynek egy gimnáziuma (Molalla High School), valamint hét általános- és középiskolája van, utóbbiakból 1-1 helyezkedik el Molalla területén belül. A településen található továbbá a 288 diákkal rendelkező Country Christian School, amely óvodától 12. évfolyamig fogad tanulókat; ez és a Molalla High School is tagja a gimnáziumokat összemérő atlétikai szövetségnek. A helységben van még két előkészítő iskola (Molalla River Academy és Renaissance Public Academy) is.
A helyi közkönyvtár csatlakozott a Clackamas megyei Könyvtár-információs Hálózathoz.

### Közlekedés

#### Vasút
A város vasúti kapcsolatát egykor az Oregon Pacific Railroad biztosította; a vállalat legközelebbi megállója jelenleg az 5 km-re északra fekvő Liberalban van. Az Amtrak legközelebb Oregon Cityben üzemeltet állomást.

#### Autóbusz
A South Clackamas Transportation District a városon belül, illetve Canby és az Oregon City-i Clackamas Közösségi Főiskola felé is üzemeltet járatokat.

#### Közút
A település fő közúti kapcsolatai a 211-es és 213-as utak, amelyek észak felé Oregon City és Portland felé haladnak; továbbá utóbbi kapcsolatot biztosít Silverton és Salem felé is. A 213-as utat keresztező 211-es út nyugat felé Canby és Woodburn, kelet felé pedig Colton, Estacada és Sandy felé halad.

#### Légi közlekedés
A város közelében több repülőtér is található:
- Skydive Oregon Airport (ejtőernyőzés lehetősége a városon belül)
- Portland–Mulinói repülőtér (6 km-re északra)
- Lenhardt hangár (18 km-re nyugatra)
- Aurorai állami repülőtér (19 km-re északnyugatra)

### Közszolgáltatások
A vízszolgáltatást és a szennyvízfeldolgozást a város végzi. A földgázt az NW Natural, az áramot pedig a Portland General Electric biztosítja. A helyi telefon- és internetszolgáltató a Molalla Communications.

### Egészségügy
A település pácienseit a silvertoni Silverton Medical Center és az Oregon City-i Providence Willamette Falls Medical Center látja el.

### Parkok és pihenés
A Molalla-folyó és környezete lehetőséget nyújt halászatra, vadászatra és túrázásra is. A keleti Lemez-sziklák hegyfokáról több kilométeres a látótávolság, melynek köszönhetően belátható Molalla és a környező területek is.
A Clark Parkban egy golfpályát és egy játszóteret létesítettek. A Fox Parkban nyári koncerthelyszín és pancsolómedence található. A Long Parkban játszótér, rendezvényhelyszín és egy faragott medvealak helyezkedik el. További zöldterület még az Ivor Davies Park, ahol a helyi halastó felett hidakat, körülötte pedig gyalogos~kerékpáros útvonalat építettek.

## Média
A város újságja a Pamplin Media Group által a Portland Tribune kiegészítőjeként forgalmazott Molalla Pioneer. A portlandi tévé- és rádióadókat itt is lehet fogni.

## Nevezetes személyek
- Kevin Freeman – lovas[22]
- Macy Morse – békeaktivista[23]
- Ralph M. Holman – a legfelsőbb bíróság bírója[24]
- Rufus C. Holman – szövetségi szenátor[25]
- Roger Beyer – állami szenátor[26]

## Fordítás
Ez a szócikk részben vagy egészben  a   Molalla, Oregon című angol Wikipédia-szócikk ezen változatának fordításán alapul.  Az eredeti cikk szerkesztőit annak laptörténete sorolja fel. Ez a jelzés csupán a megfogalmazás eredetét és a szerzői jogokat jelzi, nem szolgál a cikkben szereplő információk forrásmegjelöléseként.